# Victor Young
Victor Young (Chicago, Illinois, 8 de agosto de 1900 – Los Angeles, Califórnia, 10 de novembro de 1956) foi um compositor, arranjador, maestro e violinista estadunidense.

## Carreira
Ele fez as colaborações com o seu amigo e colaborador Cecil B. DeMille.
Foi indicado vinte e duas vezes ao Oscar, tendo ganhado a estatueta de melhor trilha sonora original pelo filme A Volta ao Mundo em 80 Dias (Around the World in 80 Days) (1956).